# 무라오카정
무라오카정(村岡町)은 효고현의 북부 미카타군에 속해있던 정이다. 원래는 이치니부촌이라고 불렸다. 현재의 가미정에 해당한다.
2005년 4월 1일 미카타군 미카타정, 기노사키군 가스미정과 합병해 가미정이 되어 소멸하였다. 소멸후 가미정 무라오카구가 되었다.

## 지리
효고현의 북부 다지마 지방에 위치하며 효노센우시로야마나기 산코토공원에 포함되며, 겨울에는 폭설 지대가 되고, 마을 안에는 야타가와 강이 흐른다. 남쪽의 하치후시산 북쪽 기슭은 하치키타 고원으로서 스키장으로 유명하다.

## 역사
- 1889년 4월 1일 - 정촌제 시행에 의해 12촌의 구역을 가지고 이치니부촌이 성립하였다.
- 1891년 6월 10일 - 이치니부촌이 정으로 승격・개칭해 무라오카정이 되었다.
- 1896년 4월 1일 - 미카타군으로 변경되었다.
- 1955년 4월 1일 - 우즈카촌과 합병해 새로운 무라오카정이 성립하였다
- 1961년 4월 1일 - 미카타정의 일부를 편입하였다.
- 2005년 4월 1일 - 구 미카타정, 기노사키군 가스미정과 합병해 가미정이 성립, 동일 무라오카정은 폐지되었다.

## 교통

### 철도
정을 통과하는 철도 노선은 없다. 철도를 이용할 경우 가장 가까운 역은 서일본 여객철도 산요본선 에바라역

### 도로
- 국도 9호선
- 국도 제482호선 (일본)(일본어판)
- 효고현도 제4호선
- 효고현도 제89호선
- 효고현도 제259호선
- 효고현도 제267호선
- 효고현도 제269호선
- 효고현도 제531호선
- 효고현도 제561호선

## 参考文献
- 大日本篤農家名鑑編纂所編『大日本篤農家名鑑』大日本篤農家名鑑編纂所、1910年。
- 篠田皇民『伝家之宝典 自治団体之沿革 兵庫県之部』東京都民新聞社地方自治調査会、1932年。